# Darja Kapš
Darja Kapš (ur. 26 listopada 1981 w Novo mesto) – słoweńska szachistka, arcymistrzyni od 2005 roku.

## Kariera szachowa
W latach 1992–2001 wielokrotnie reprezentowała Słowenię na mistrzostwach świata i Europy juniorek w różnych kategoriach wiekowych, najlepszy wynik osiągając w 2000 r. w Erywaniu, gdzie na MŚ do 20 lat zajęła X miejsce. Wielokrotnie startowała w finałach indywidualnych mistrzostw Słowenii, sześciokrotnie zdobywając medale: 2 złote (1996, 2001), 2 srebrne (2002, 2012) oraz 2 brązowe (2003, 2008). 
Wielokrotnie reprezentowała Słowenię w turniejach drużynowych, m.in.:
- trzykrotnie na olimpiadach szachowych (w latach 2002, 2004, 2010)[3],
- czterokrotnie na drużynowych mistrzostwach Europy (w latach 2001, 2003, 2005, 2013); medalistka: indywidualnie – srebrna (2001 – na II szachownicy)[4],
- na turnieju o Puchar Mitropa (Mitropa Cup) (w roku 2002); medalistka: wspólnie z drużyną – złota (2002)[5].

W 1998 r. zajęła II m. (za Carmen Voicu) w Tapolcy, w 2002 r. była czwarta w Rijece (za Reginą Pokorną, Janą Krivec i Mirjaną Medić), natomiast w 2004 r. podzieliła III m. (za Stefanem Djuriciem i Igorem Miladinoviciem, wspólnie z Calogero di Caro, a przed m.in. Igorem Naumkinem) w kołowym turnieju w Montecatini Terme, wypełniając drugą arcymistrzowską normę. W następnym roku na turnieju w Rzymie wypełniła trzecią normę na tytuł arcymistrzyni.
Najwyższy ranking w dotychczasowej karierze osiągnęła 1 lipca 2005 r., z wynikiem 2319 punktów zajmowała wówczas 2. miejsce (za Anną Muzyczuk) wśród słoweńskich szachistek.